# Киз, Бобби
Роберт (Бобби) Генри Киз (англ. Robert Henry Keys, род. 18 декабря 1943, Слейтон, Техас — 2 декабря 2014, Франклин, Теннесси, США) — американский саксофонист, выступавший в составе нескольких духовых оркестров в 1970-х годах. Участвовал в записи альбомов The Rolling Stones, Lynyrd Skynyrd, Гарри Нильссона, Delaney & Bonnie and Friends, Джорджа Харрисона, Джона Леннона, Ринго Старра, Эрика Клэптона, Джо Кокера и других выдающихся музыкантов. Киз сыграл на сотнях произведений и был гастролирующим музыкантом с 1956 года — вплоть до своей смерти в 2014 году.

## Биография
Бобби Киз родился в военном городке при армейском аэродроме Лаббок близ Слейтона, Техас, где его отец, Билл Киз, служил в военно-воздушных силах армии США. На тот момент матери Киза, Люси (будущему сенатору США от штата Нью-Мексико), было всего 16 лет. В 1946 году Билл Киз получил работу на железной дороге Санта-Фе в Белене, штат Нью-Мексико и семья переехала в этот город. Однако юный Роберт остался с бабушкой и дедушкой в Слейтоне, штат Техас. Впоследствии у Билла и Люси родилось ещё трое детей — Гэри и близнецы Дебби и Дэрил.
Киз начал гастролировать в пятнадцатилетнем возрасте вместе с приятелем-техасцем Бадди Ноксом. По словам музыканта, в тот период он поучаствовал в записи песни Элвиса Пресли «Return to Sender» (версия 1962 года). Киз подружился с Бадди Холли, который был первым, кто сыграл при нём на электрогитаре. «Это произвело на меня неизгладимое впечатление» — вспоминал он.
Киз познакомился с The Rolling Stones на развлекательном мероприятии в Сан-Антонио в 1964 году, будучи участником группы Бобби Ви. Музыкант долгие годы сотрудничал с этим коллективом, крепко сдружившись с их гитаристом Китом Ричардсом (с которым родился в один день). Дебютной записью Киза с The Rolling Stones была композиция «Live with Me» с альбома Let It Bleed 1969 году. Он внёс ощутимый вклад в песни «Can’t You Hear Me Knocking», «Rip This Joint» и «Sweet Virginia», а также в хит-сингл «Brown Sugar». Помимо совместного творчества, Киз был участником нескольких инцидентов, связанных с группой, в частности, однажды сбросив с Ричардсом телевизор с 10-го этажа голливудского отеля Continental Hyatt House (что было задокументировано в фильме Cocksucker Blues), а также чуть не подпалив особняк Хью Хефнера, когда принимали наркотики в туалете. «Мы курили и забыли, куда высыпали пепел. […] И тут смотрим — шторы горят» — вспоминал Ричардс.
В начале 1970-х Киз сблизился со вторым лидером коллектива, Миком Джаггером, став ша́фером на его свадьбе. Он гастролировал с The Rolling Stones c 1970 по 1973 год в составе духовой секции (которую в те годы составляли Джим Прайс (труба) / Стив Мадайо (труба) и Тревор Лоуренс (саксофон). Однако 30 сентября во Франкфурте Джаггер уволил музыканта после скандального инцидента. Согласно легенде Киз наполнил ванну шампанским «Дом Периньон» (в результате чего у него образовался большой долг перед группой, который значительно превысил всю его зарплату за турне) и выпил большую его часть. Хотя саксофонист не оспаривал правдивость этой истории, впоследствии он утверждал, что покинул турне по собственной воле желая избавиться от героиновой зависимости, чтобы сохранить семью. Из-за напряжённых отношений с Джаггером Киз участвовал лишь в нескольких шоу американских гастролей The Rolling Stones 1975 и 1978 годов, полностью пропустив европейское турне 1976 года.

Ричардс вспоминал, как Киз преодолел возражения Джаггера против его возвращения в группу: 
Годы спустя «Стоунз» готовились к очередному турне. Это было в 1980-м, и я купил Бобби билет и сказал: «Просто тащи свою задницу сюда. Когда мы будем репетировать „Brown Sugar“, подкрадись и сыграй своё соло, чувак». Как только мы закончили «Brown Sugar», Бобби заиграл соло, и тогда я посмотрел на Мика с таким видом: «Ты понимаешь, что я имею в виду, Мик?». А Мик вздохнул: «Да, с этим не поспоришь». Как только он сбацал эти несколько нот, сомнения испарились сами собой. Так что Мик сдался и сказал: «Ладно, давай вернем Боба в группу».
Несмотря на это, в турне 1981 года основным саксофонистом группы был Эрни Уоттс, а Киз исполнил всего четыре песни. Он занял место Уоттса лишь в следующем году, во время европейских гастролей The Rolling Stones, и выступал на их концертах вплоть до своей смерти в 2014 году.
До начала периода активного гастролирования с The Rolling Stones, Киз сотрудничал с группой группой Delaney & Bonnie and Friends (в которую входили Эрик Клэптон и Джордж Харрисон). 1970 год стал одним из самых плодотворных в карьере Киза. Он принял участие в создании первого сольного альбома Клэптона, а также отправился гастролировать с Джо Кокером по США (по итогам турне был выпущен концертный альбом Mad Dogs & Englishmen, а также одноимённый документальный фильм). Во время турне Кокера и группу сопровождала делегация из 40 человек, в которую входили бэк-вокалисты, друзья, жены музыкантов, их дети, групи и собака по кличке Канина. После работы над пластинкой Джорджа Харрисона All Things Must Pass, он присоединился к The Rolling Stones для записи материала к альбому Sticky Fingers. Закончив который они отправились в осеннее турне по континентальной Европе.
С 1973 по 1975 год Киз был одним из тех, кто находился рядом с Джоном Ленноном во время его так называемого «потерянного уик-энда», наряду с Ринго Старром, Гарри Нильссоном и Китом Муном. За это время он сыграл на двух альбомах экс-битла Walls and Bridges (включая соло в песне «Whatever Gets You thru the Night», которая покорила американский хит-парад) и Rock ’n’ Roll. Хотя голос Киза был слышен на последней известной записи Леннона и Пола Маккартни (распространённой среди фанатов в виде бутлега A Toot and a Snore in ’74), музыкант утверждал, что не помнит о своём участии в сессии. Он также исполнил соло в международном хите Лео Сэйера «When I Need You» с альбома Endless Flight (1977).
В 1979 году Киз был частью группы под названием The New Barbarians (в которую также входили Ронни Вуд и Кит Ричардс), отыгравшей два концерта в Канаде и восемнадцать — по всей территории США, в апреле и мае 1979 года.
В 1989 году Киз стал музыкальным руководителем клуба Ронни Вуда в Майами, «Woody’s on the Beach». В первую же неделю после открытия он пригласил выступить Джерри Ли Льюиса, Фэтса Домино и The Crickets. В начале 1990-х Киз жил в Майами, и у него была группа, в которую также входили Мик Тейлор (бывший гитарист The Rolling Stones), Ники Хопкинс, Айван Невилл, Кэлвин Сэмюэлс и другие музыканты, под названием Tumbling Dice. Хотя Киз более известен как сессионный музыкант, в 1970-х годах он выпустил две сольные пластинки. Одноимённый инструментальный альбом на лейбле Warner Bros, при участии Ринго Старра, Джорджа Харрисона и Эрика Клэптона, а также Gimme the Key на лейбле Ринго Старра Ring O’Records.
29 июня 2013 году он сыграл с The Rolling Stones на фестивале в Гластонбери. В том же году он сопровождал их во время турне 14 On Fire, концерт на фестивале Roskilde в Дании стал его последним выступлением с группой.

## Личная жизнь
Был женат на Холли Киз; отец троих детей: Эмбер Киз, Гека Киза, Джесси Киза, а также пасынка Рэнди Кауна.
Умер от рака печени в своём доме во Франклине, штат Теннесси, 2 декабря 2014 года, за шестнадцать дней до 71-летия.

## Избранная дискография
- The Rolling Stones: Let It Bleed, Sticky Fingers, Let It Rock EP (UK), Exile on Main St., Goats Head Soup, Emotional Rescue, Flashpoint, Stripped, No Security, Shine a Light, Live Licks, Sweet Summer Sun
- Joe Cocker: Mad Dogs & Englishmen
- George Harrison: All Things Must Pass
- John Lennon: Some Time in New York City, Walls and Bridges, Rock ’n’ Roll
- Keith Richards: Talk Is Cheap, Live at the Hollywood Palladium
- Ringo Starr: Ringo, Goodnight Vienna
- Ronnie Wood: 1234, Gimme Some Neck, Mahoney's Last Stand
- B.B. King: B.B. King in London
- Audience: Lunch
- Barbra Streisand: Barbra Joan Streisand
- Carly Simon: No Secrets, Hotcakes
- Chuck Berry: Hail! Hail! Rock 'n' Roll
- Delaney, Bonnie & Friends: The Original Delaney & Bonnie & Friends, On Tour with Eric Clapton
- Donovan: Cosmic Wheels
- Dr. John: The Sun, Moon & Herbs
- Eric Clapton: Eric Clapton
- Faces: Long Player
- Harry Nilsson: Nilsson Schmilsson, Son of Schmilsson, Pussy Cats, Duit on Mon Dei
- Warren Zevon: Warren Zevon
- Humble Pie: Rock On
- Joe Ely: Lord of the Highway, LIVE Chicago 1987!
- John Hiatt: Beneath This Gruff Exterior
- John Martyn: Inside Out
- Kate & Anna McGarrigle: Kate & Anna McGarrigle
- Keith Moon: Two Sides of the Moon
- Leo Sayer: Endless Flight
- Lynyrd Skynyrd: Second Helping
- John Lennon and Paul McCartney: A Toot and a Snore in '74
- John Lennon: Whatever Gets You thru the Night
- Marvin Gaye: Let’s Get It On (deluxe edition)
- Sheryl Crow: The Globe Sessions
- Yoko Ono: Fly
- Jim Carroll: Catholic Boy
- Graham Nash: Songs for Beginners
- Carl Carlton & The Songdogs: Love & Respect, Cahoots & Roots — Live From Planet Zod